# Railway Operating Division

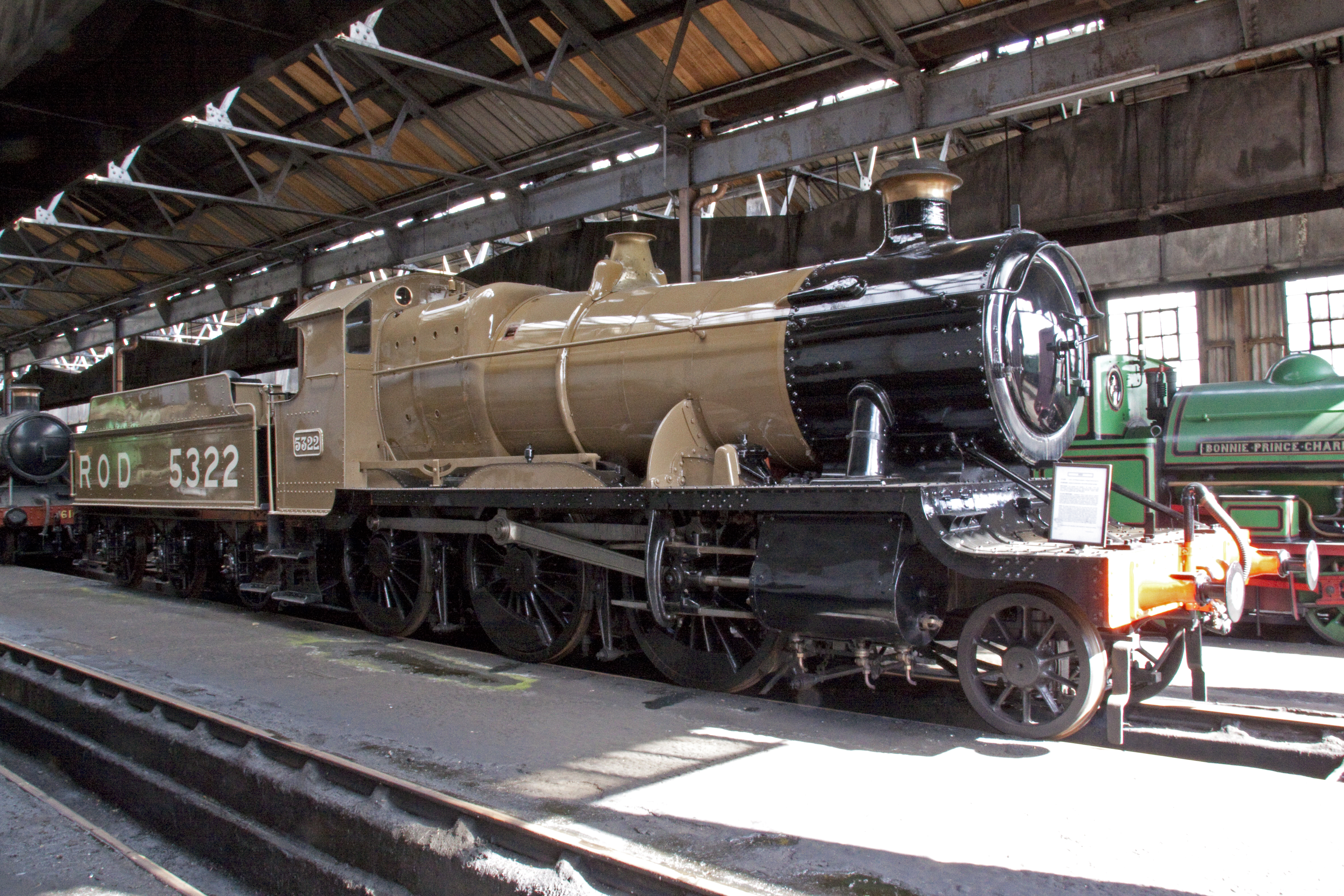
Locomotive type 130 ROD no 5322 préservée au musée de Didcot.

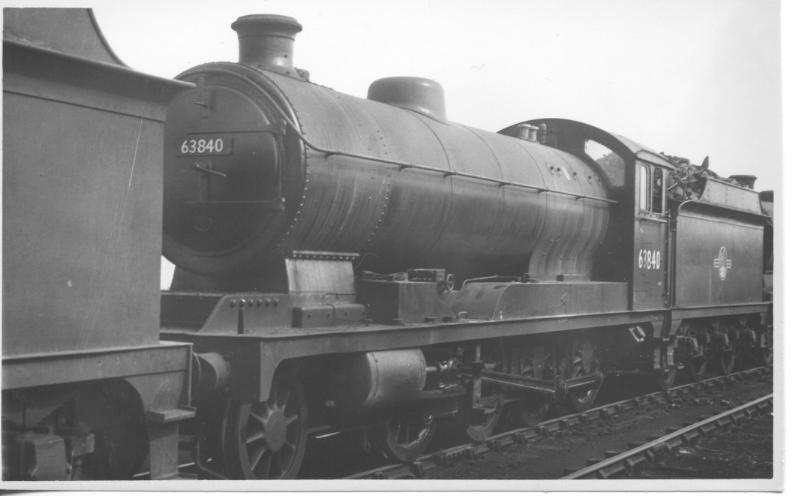
Locomotive ROD standard type 140 ou 2-8-0.

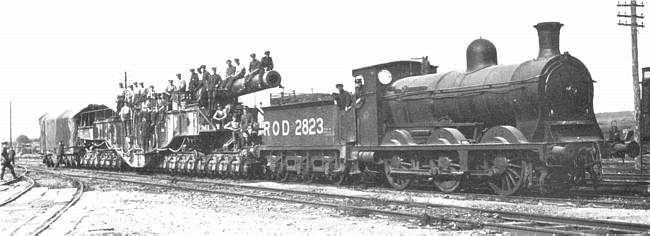
Locomotive belge, de type 30, déplaçant un canon à longue portée.

Le Railway Operating Division ou ROD est une division du corps des « Royal Engineers », les ingénieurs royaux, un des corps de l'armée anglaise. Cette division opéra durant la Première Guerre mondiale. Le ROD est fondé en 1915, il se compose d'employés des chemins de fer anglais et agit sur tous les fronts. Le domaine ferroviaire concerne la voie normale et la voie étroite.

## Matériel roulant du ROD
Le ROD a déplacé sur le front un nombre important de locomotives ayant l'origine suivante :
- locomotives réquisitionnées chez les constructeurs nationaux ;
- locomotives provenant des réseaux anglais ;
- locomotives commandées à l'étranger par le gouvernement britannique.
- locomotives belges évacuées en France lors de l'invasion de la Belgique et mises à disposition des armées alliées afin de soutenir l'effort de guerre (Types 25, 30[1], 32[1], 32S[1], et 51)

Toutes ces locomotives avaient un numéro d'identification au sein du parc ROD.

### Les 140 ROD
Un type standard de locomotive fut adopté par le ROD : les 140 ROD (en). Il s'agit d'une locomotive de type Consolidation (en Angleterre 2-8-0), provenant du Great Central Railway (classe 8K (en)) et conçue par l'ingénieur John G. Robinson en 1911, dont 126 avaient été construites entre 1911 et 1914.
La commande des locomotives ROD est passée à l'industrie anglaise en 1917-1918 pour un total de 521 machines fournies par les constructeurs suivants :
- North British Locomotive Company pour 369 unités ;
- Robert Stephenson & Co pour 82 unités ;
- Nasmyh, Wilson & Co (en). pour 32 unités ;
- Kitson & Co (en) pour 32 unités ;
- Ateliers de Gorton (en) du Great Central Railway pour 6 unités.

Après la guerre, la majorité de ces locomotives sont rachetées par plusieurs compagnies de chemin de fer anglaises, certaines étant démolies après récupération de pièces de rechange. D'autres seront exportées en Australie (où deux exemplaires sont préservés) et en Chine.

### Matériel américain

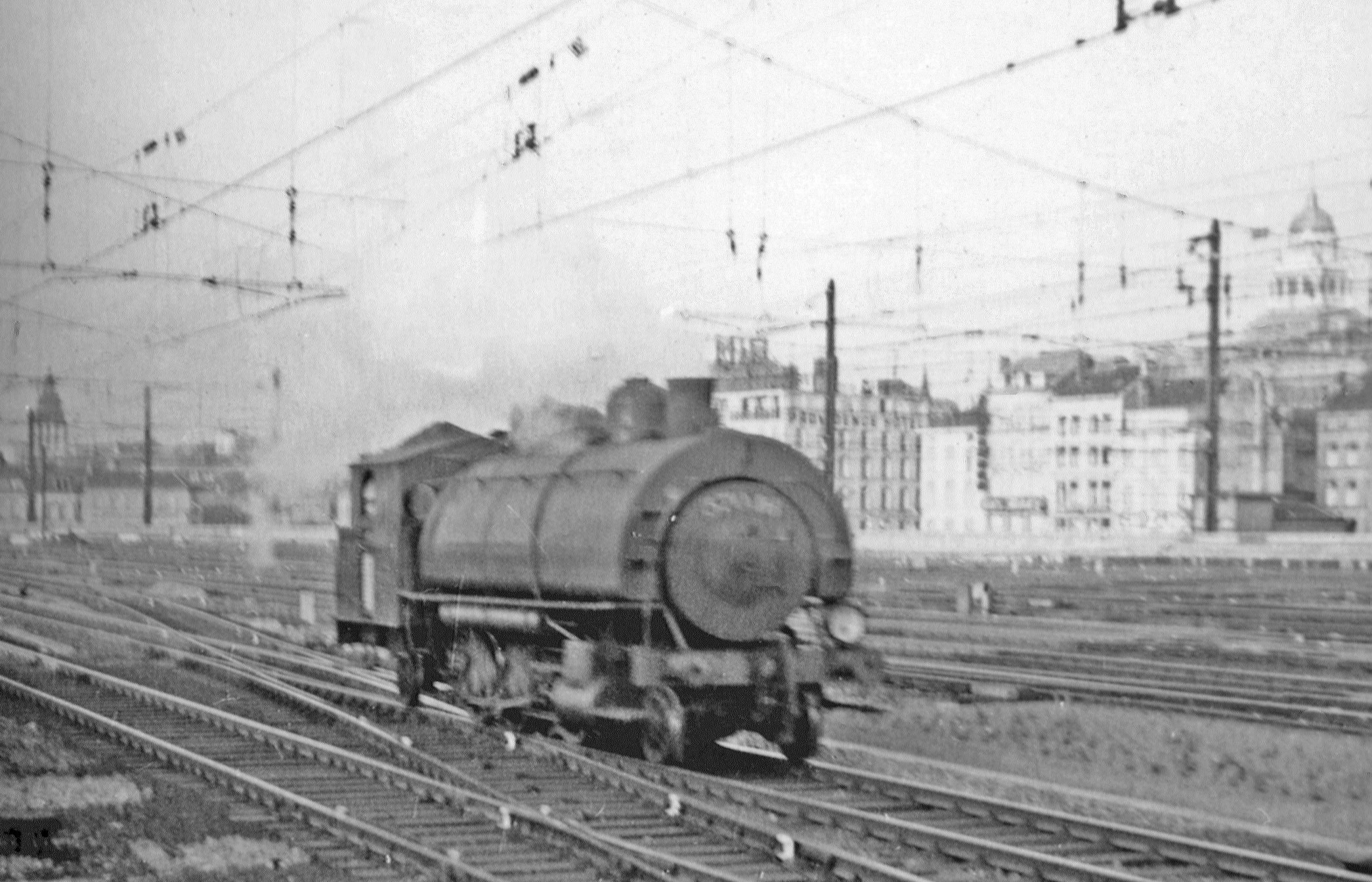
Une "Tortoise" à Bruxelles-Midi en 1957.

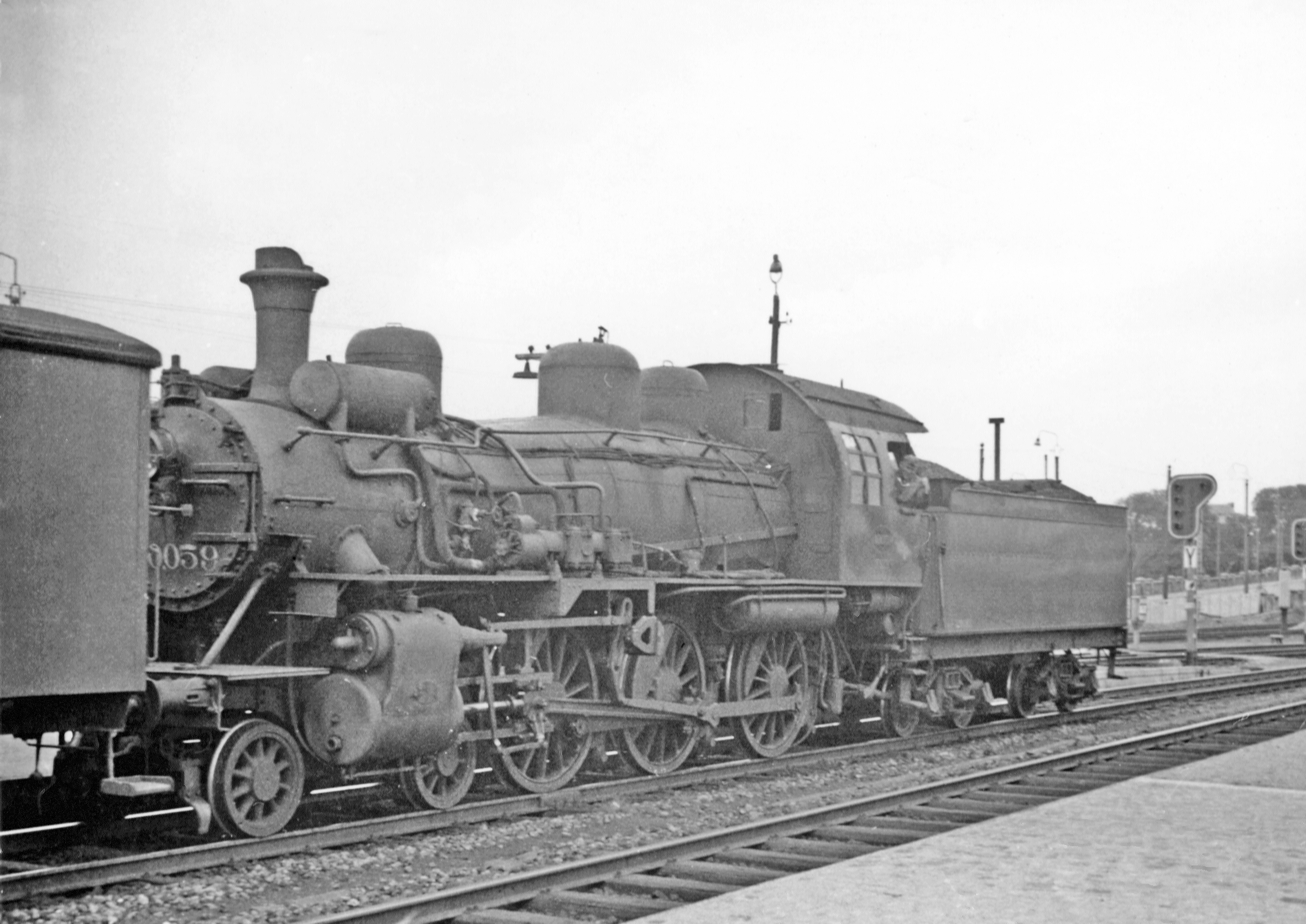
Une ten wheel construite par Baldwin en 1917.

Le ROD a possédé dans ses effectifs des locomotives d'origine américaine.
- des locomotives de manœuvre de disposition 020T "Saddle Tank" (certaines ont été conservées par l'armée britannique et ont été utilisées en Angleterre ou au Moyen-Orient ; les autres furent revendues à de nombreuses compagnies ferroviaires ou administrations privées après la guerre ; les Chemins de fer de l'État belge immatriculeront les leurs dans la série du Type 50 mais revendirent rapidement presque toute la série à des industries et charbonnages)
- des locomotives de manœuvre de disposition 030T à soutes latérales ; celles revendues à la Belgique formeront le Type 58
- des locomotives de disposition 131T "Saddle Tank" appelées "Tortoises" (tortues). Inspirées par un modèle américain utilisé par les exploitations forestières de la côte ouest , ces locomotives furent toutes revendues aux Chemins de fer de l’État belge après 1918)
- des locomotives identiques aux 140 "Pershing" mais dépourvues de surchauffe (vendues après-guerre aux Chemins de fer du Nord et aux Chemins de fer de l’État belge ; ces derniers les revendirent rapidement à la Roumanie)
- des locomotives de disposition 230 construites à 70 exemplaires par Baldwin ; après la guerre, toutes sont vendues aux Chemins de fer de l’État belge et forment le type 40. Elles terminent leur carrière dans les années 1960 ; l’Angleterre commanda 50 machines supplémentaires de ce en 1918 qui furent utilisées en Palestine

### Matériel canadien
En 1917 une série de quarante locomotives du type 140 fut livrée au ROD par la Canadian Locomotive Company.
Après la fin du conflit, ces machines de conception différente des 140 "Pershing" furent attribuées à la Compagnie des chemins de fer du Nord qui les numérota 4.1664 à 4.1700.

## Après-Guerre
Toutes ces locomotives sont restituées à la fin de la guerre, après l'armistice, aux différents réseaux anglais.
En France, la Compagnie des chemins de fer du Nord et en Belgique, la Société nationale des chemins de fer belges, recevront plusieurs séries de locomotives d'origine ROD. Certaines locomotives de manœuvre ont été conservées par l'armée britannique ; beaucoup des autres locomotives de manœuvre seront revendues à l'industrie privée (usines, charbonnages, sidérurgie...).

## Locomotives préservées
La locomotive de type 130 ROD (en) n° 5322 est préservée au Didcot Railway Centre en Angleterre.
Trois 140 ROD et une classe 8K d'avant-guerre ont été conservées :
- J&A Brown (en) 20 (Ex-ROD 1984, North British No 22042) par le Dorrigo Steam Railway & Museum (Australie)
- J&A Brown 23 (Ex-ROD 2004, Gorton) a été démantelée pour étudier la faisabilité d'une restauration au milieu des années 1990. Après avoir été stockée pendant près de 20 ans, l'ampleur des travaux requis a été jugée trop coûteuse. Elle subit une reconstruction statique complète en 2016 et est désormais exposée au public au Richmond Vale Railway Museum (Australie)
- J&A Brown 24 (Ex-ROD 2003, Gorton) par le Dorrigo Steam Railway & Museum (Australie)

Les deux locomotives ROD conservées à Dorrigo ont servi avec les Alliés en France.